# Anisozyga subfasciata
Anisozyga subfasciata är en fjärilsart som beskrevs av W. Warren 1909. Anisozyga subfasciata ingår i släktet Anisozyga och familjen mätare. Inga underarter finns listade i Catalogue of Life.